# Bell AH-1 Cobra
AH-1 Cobra (oznaka proizvođača: Bell 209) je dvokraki jednomotorni jurišni helikopter, kojeg proizvodi Bell. Ima isti motor, transmisiju i rotorski sustav kao i stariji UH-1 Iroquois. AH-1 ponekad se naziva još i  HueyCobra ili Snake.
AH-1 je bio kralježnica flote jurišnih helikoptera Američke vojske, kasnije je zamijenjen s AH-64 Apache. Poboljšana inačica i dalje leti u sastavu oružanih snaga drugih država. Inačica AH-1 s dvostrukim motorom ostala je u službi Američkih marinaca kao primarni jurišni helikopter.

## Povijesni razvoj
Američka vojska je nastojala uspostaviti vezu između zrakoplovstva i kopnenih snaga pa je razvijan i proizveden veliki broj srednjih i lakih transportnih aviona, koji će uplitanjem SAD-a u Vijetnamski sukob rezultirati odbacivanjem velikog broja tih zrakoplova na osnovi iskustava koja su se stjecala u sukobima. Pokazalo se da veliku prazninu u tom planu predstavlja nepostojanje letjelice koja će osigurati vertikalni manevar kopnenih snaga pružanjem velike vatrene potpore, posjedujući istovremeno i druga višenamjenska svojstva. Postalo je ubrzo jasno da je jedino helikopter sposoban ispuniti takve zahtjeve.
Proizvođači koji su bili sposobni razviti takav helikopter, svjesni zahtjeva koje postavlja vojska kao i količina helikoptera koji će se morati proizvesti u kratkom vremenu, krenuli su s razvojem koncepcijski potpuno novih helikoptera (za to vrijeme borbeno su djelovali helikopteri poput UH-1 Iroquois, CH-47, CH-46 većinom koristeći samo strojnice). U natječaj za stvaranje takvog helikoptera upustila se i tvrtka Bell Helicopter, čiji je prvi korak bila preobrazba helikoptera Model 47 u Model 207 Sioux Scout zbog ispitivanja optimalnog naoružanja na budućem helikopteru. Bell je ubrzo shvatio da je turbovratilni motor osnova daljeg razvoja, zbog čega se odustalo od Modela 207 i nastavilo s razvojem modela 204. Novi projekt dobio je oznaku D-262, a konkurencija na natječaju bili su projekti od strane tvrtki Lockheed te Sikorsky. Upravo je D-262 postao prva žrtva natječaja koji je na kraju dobiven od strane tvrtke Lockheed s helikopterom YAH-56 Cheyenne, kojih je odmah naručeno 10 prototipova. Ipak, vrijeme i ograničena financijska sredstva bile su na strani Bella, jer bi uvođenje YAH-56 u naoružanje daleko premašilo vremenska očekivanja kao i previsoka cijena cijelog projekta čime ne bi ostalo dovoljno sredstava za kupnju prve narudžbe od 375 borbenih helikoptera.
Pošto je Bell procijenio da bi razvoj potpuno novog helikoptera po zahtjevima koje je postavljala vojska (po kojima je i razvijen YAH-56) trajao predugo, te da bi takav projekt doživio istu sudbinu kao i Cheyenne, tvrtka Bell krenula je u privatni poduhvat razvoja helikoptera po svojoj zamisli. Odrednice razvoja projekta bili su uvjetovane minimalnim zahtjevima vojske koja je između ostalog zahtijevala da maksimalna cijena pojedinog primjerka ne smije prelaziti milijun dolara, a prototip mora biti dovršen unutar godine dana. Kasnije se pokazalo da je Bellov projekt prešao navedenu cijenu za svega 40 000 američkih dolara.
Posao na razvoju novog projekta započeo je u ožujku 1965. godine i to pod nazivom Model 209. Da bi se smanjilo vrijeme razvoja prototipa, kao i krajnja cijena serijskih primjeraka, Bell se odlučio preuzeti veliki dio komponenti s već veterana Vijetnamskog rata, helikoptera UH-1C/D "Huey". Četiri godine kasnije, ali s druge strane željezne zavjese, isti princip primijenjen je pri razvoju helikoptera Mi-24, koji je veliki dio komponenti preuzeo s transportnog helikoptera Mi-8. Pogledom izvana UH-1C i model 209, teško je povjerovati da ta dva helikoptera imaju čak 85 posto zajedničkih dijelova. Naime, za stvaranje novog jurišnog helikoptera, Bell je preuzeo s helikoptera UH-1C i UH-1D turbovratilni motor, noseći rotor (s UH-1D koji ima karakteristično veliku dubinu lopatice rotora od 68,6 cm), sustav prijenosa pogonske snage, repnu kupu, kao i druge sustave unutar same letjelice. Novi je helikopter u odnosu na Huey vrlo vitka letjelica, vrlo malog čeonog presjeka trupa (širina trupa je 0,97 m) unutar kojeg je smještaj dvočlane posade izveden u tandem konfiguraciji, pri čemu je mjesto pilota postavljeno povišeno iza operatera oružnih sustava (OOS-a). Ugrađen je samo jedan motor Lycoming T-53-L-13 maksimalne kontinuirane snage 1100 KS, uvlačeće podvozje (skije), a najuočljiviji detalj pored uskog trupa jest i postavljanje malih nezakošenih krila za smještaj naoružanja. Kao i kod Mi-24, tako i na Cobri, krila pored funkcije nošenja naoružanja sudjeluju i u stvaranju uzgonske sile poput krila aviona, koja na većim brzinama krstarenja smanjuju opterećenja nosećeg rotora ostavljajući time više snage za postizanje većih brzina, kao i let s manjom potrošnjom goriva. Prvobitno naoružanje sastojalo se od šestocijevne rotirajuće strojnice General Electric GAU 2B/A kalibra 7,62mm smještene unutar Emerson Electric turele ispod nosa helikoptera kapaciteta 4000 zrna. Zanimljivost je da je upravo naoružanje u nosu Cobre kao i sama turela, doživjelo najviše preinaka što se tiće naoružanja ovog helikoptera. Na podvjesnim krilnim točkama omogućen je smještaj raznovrsnog naoružanja, koje su činili lanseri nevođenih raketa, te strojnice i topovi.
Projekt je bio već u poodmakloj fazi razvoja, kada je vojska pritisnuta zahtjevima s vijetnamskog bojišta uvjetovala uvođenje novog čistokrvnog borbenog helikoptera u borbu u roku od 24 mjeseca. To je bio vrlo kratki vremenski rok s obzirom na opsežnost potrebnih ispitivanja koja svaka letjelica mora proći da bi ušla u operativnu uporabu, a ne treba zaboraviti da je taj helikopter predstavljao potpuno novo oružje čija je taktika primjene u borbenim uvjetima bila još uvijek u povojima. Bell je ponudio svoj Model 209 u kolovozu 1965., a konkurenciju na istom natječaju predstavljali su Vertol H-47 Chinook (s naoružanjem sličnom onom s Cobre), Kaman HH-2C Tomahawk (to je H-2 Seasprite kojemu su dodana krila i naoružanje), Pjasecki Patfinder, te Sikorsky S-61. Prototip Modela 209 prvi svoj let ostvario je u rujnu iste godine što je bilo tri tjedna prije najavljenog roka koji je postavila sama tvrtka. Nakon prvog leta prototipa, slijedila su usporedna testiranja s preostalim konkurentnim helikopterima HH-2C i S-61 koja su trajala sve do ožujka 1966. kada je uz znatne polemike Cobra izašla kao pobjednik. Naime, tvrtka Lockheed je otvoreno izražavala negodovanje zbog potpunog izbacivanja njihovog YAH-56 iz utrke, jer je u taj helikopter uloženo iznimno puno znanja, ali i financijskih sredstava. Ipak, program razvoja YAH-56 nije bio uzaludan, jer će znanja stečena na tom projektu kao i pojedina tehnološka rješenja biti primijenjena na dobro poznatom helikopteru AH-64 Apache.

## Inačice

### Inačice s jednim motorom
Bell 209izvorni protip helikoptera AH-1G s uvlačečim skijama. Ovu oznaku koristi američka Savezna uprava za zračni promet kao registraciju bivših vojnih AH-1 helikoptera koji se koriste za protupožarnu službu.
AH-1G HueyCobrapočetni proizvodni model iz 1966. za Američku vojsku s turbovratnim motorom Avco Lycoming T53-13 s 1400 KS.
JAH-1G HueyCobrajedan helikopter za testiranje oružja koji uključuje projektile Hellfire višecijevni top.
TH-1G HueyCobraškolski helikopter s dvostrukim sjedalima i upravljačkim komandama.
Z.14 HueyCobraoznaka Španjolske ratne mornarice za AH-1G.
YAH-1Qosam AH-1G s XM26 Telescopic Sight Unit (TSU) i dva lansera M56 TOW.
AH-1Q HueyCobraopremljena sa sustavom projektila M65 TOW/Cobra, M65 teleskopskom ciljničkom jedinicom (Telescopic Sight Unit), i ciljnikom M73 Reflex.
YAH-1RAH-1G pogonjena motorom T53-L-703 sa sustavom TOW.
YAH-1Spoboljšana inačica AH-1Q sa sustavom TOW.
AH-1Sosnovni AH-1S je poboljšana inačica AH-1Q s turbovratilnim motorom T53-L-703 s 1800 KS. AH-1S također se naziva još i "Improved AH-1S" (poboljšani AH-1S), "AH-1S Modified" (Modificirani AH-1S), ili "AH-1S(MOD)" prije 1988.
AH-1P100 proizvedenih letjelica s kompozitnim rotoroms, kokpitomm s ravnim vjetrobranskim staklom, poboljšanim kokpitom za nap-of-earth (NOE) letove. AH-1P naziva se također i "Production AH-1S" (Proizvodni AH-1S), ili "AH-1S(PROD)" prije 1988. Ova poboljšanja smatraju se Korakom 1 programa poboljšanja AH-1S.
AH-1E98 proizvedenih letjelica s Enhanced Cobra Armament System (ECAS) koji uključuje podsustav naoružanja M97A1 s trocjevnim topom M197 20 mm. Ova poboljšanja smatraju se Korakom 2 programa poboljšanja AH-1S.
AH-1F143 proizvedenih i 387 preuređenih AH-1G Cobri. AH-1F uključuje poboljšanja iz Koraka 1 i 2 AH-1S.
Model 249eksperimentalna pokazna inačica s četverokrakim rotorskim sustavom.
Bell 309 KingCobraeksperimentalna inačica pokretana motorom Lycoming T-55-L-7C.

### Inačice s dva motora
AH-1 SuperCobrai njegove inačice AH-1J, AH-1T, AH-1W, AH-1Z i druge.

## Tehničke karakteristike (AH-1G HueyCobra)
Osnovne karakteristike
- posada: 2
- dužina: 13,4 m
- promjer rotora: 13,4 m
- visina: 4,1 m

Letne karakteristike
- najveća brzina: 352 km/h
- dolet: 574 km
- brzina penjanja: 6,25 m/s
- najveća visina leta: 3.475 m
- motor: 1× Lycoming T53-L-13 turbo-osovinski motor

## Ostale inačice
- AH-1 SuperCobra
- Bell 309 KingCobra

## Vanjske poveznice
|  | Zajednički poslužitelj ima još gradiva o temi AH-1 Cobra |

- (en) AH-1 Cobra
- (en) Cobra Američke vojske